# Sebastián Martínez Domedel
 (février 2022).
Sebastián Martínez Domedel est un peintre espagnol, né à Jaén vers 1615, mort à Madrid le 13 octobre 1667.

## Biographie
La première mention connue de Sebastián Martinez remonte à 1636, lorsqu’il épouse Catalina Orozco. Le couple a un fils, Diego, et une fille, par adoption à sept ans, Juana de la Peña. Elle devient la maîtresse de l’artiste, après que celui-ci devint veuf. Ils auront cinq filles.
Élève de Juan Luis Zambrano, auprès duquel il rencontre Antonio del Castillo y Saavedra (dont il subira l’influence), il fait des progrès rapides, devient un des premiers artistes de l’Espagne et succède en 1660 à Diego Vélasquez comme premier peintre du roi Philippe IV. Martinez produit avec un égal talent des tableaux d’histoire, de genre, et des paysages. 
Ses œuvres sont dessinées avec une grande correction, ingénieusement composées et pleines de relief. Quant à la couleur, elle est parfois charmante ; mais le plus souvent les tons, d’une extrême vigueur, sont heurtés et d’un éclat fatigant pour l’œil.

## Œuvres
On cite parmi ses œuvres les plus remarquables : le Martyre de saint Sébastien, son chef-d’œuvre, qu’on voit à la cathédrale de Jaén ; une Conception, la Nativité, Saint Jérôme, Saint François, un Christ en croix, etc.
Le tableau Adam et Ève pleurant le corps d’Abel mort ( huile sur toile, 1640-1650?, 206 x 161) entre au musée du Louvre (Paris), en 2018.

## Source
« Sebastián Martínez Domedel », dans Pierre Larousse, Grand dictionnaire universel du XIXe siècle, Paris, Administration du grand dictionnaire universel, 15 vol., 1863-1890 [détail des éditions].